# 죽상경화증
죽상경화증(粥狀硬化症, atherosclerosis)은 혈중 콜레스테롤 수치 상승으로 인한 만성 염증성 질환이자 동맥 경화증의 한 형태로, 동맥벽의 병변(죽종)이 혈관내피에 쌓여 동맥이 좁아지는 전신 질환을 의미한다. 흔히 동맥경화라고 불리는 경우가 많다. 죽상경화증은 초기에 아무런 증상이 없다. 병이 진행되면서 동맥이 좁아지고, 관상동맥질환, 뇌졸중, 말초동맥질환, 콩팥병 등의 다양한 질병이 발생한다. 증상이 발생하더라도 대부분 중년 이후에 처음으로 나타나게 된다.
죽상경화증의 정확한 원인은 아직 알려져 있지 않다. 콜레스테롤 농도 이상, 고혈압, 당뇨, 흡연, 비만, 가족력, 건강하지 않은 식습관 등이 위험인자로 밝혀져 있다. 혈관 벽에 쌓이는 죽종은 지방, 콜레스테롤, 칼슘, 기타 혈액 성분으로 구성된다. 동맥이 좁아지게 되면 산소가 포함된 혈액이 각 장기 및 조직에 제대로 전달되는데 어려움이 있게 된다. 죽상경화증의 진단은 신체검진, 심전도, 운동부하검사 등 다양한 검사를 통해 확진하게 된다.
건강한 식습관을 유지하고, 운동, 금연, 표준 체중의 유지를 통해 죽상경화증을 예방할 수 있다. 죽상경화증의 약물치료는 스타틴을 이용한 혈중 콜레스테롤 농도 낮추기, 항고혈압제를 이용한 혈압 조절, 아스피린 등 혈전을 예방할 수 있는 약물의 투여 등이 있다. 다양한 시술을 통해 죽상경화증을 치료할 수 있다. 예를 들어 경피적관상동맥중재술 (PCI), 관상동맥우회술 (CABG), 경동맥 내막절제술 (carotid endarterectomy) 등의 시술이 대표적이다.
죽상경화증은 대부분 어린 나이부터 진행이 시작되며, 나이가 들면서 점점 더 악화된다. 65세 경이 되면 정도의 차이는 있지만 거의 모든 사람들이 죽상경화증을 가지고 있다. 대부분의 선진국에서 죽상경화증은 장애 및 사망원인의 첫 번째 순서를 차지한다. 문헌 상 죽상경화증이 처음 기술된 것은 1575년이었지만, 5000년 전부터 죽상경화증을 앓던 사람이 있다는 역사적 증거가 있다.